# Laboulbenia flagellata
Laboulbenia flagellata Peyr. – gatunek grzybów z rzędu owadorostowców (Laboulbeniales). Pasożyt owadów.

## Systematyka i nazewnictwo
Pozycja w klasyfikacji według Index Fungorum: Laboulbenia, Laboulbeniaceae, Laboulbeniales, Laboulbeniomycetidae, Laboulbeniomycetes, Pezizomycotina, Ascomycota, Fungi.
Gatunek ten po raz pierwszy opisał Johann Joseph Peyritsch w 1873 r. Synonimów ma 15. Są nimi wszystkie podgatunki, odmiany i formy.

## Charakterystyka
Grzyb entomopatogeniczny, pasożyt zewnętrzny owadów. Notowany na chrząszczach (Coleoptera) z rodziny biegaczowatych (Carabidae) należących do rodzajów Agonum, Badister, Loricera, Pterostichus. Nie powoduje ich śmierci i zazwyczaj wyrządza im niewielkie szkody.